# Knoppix

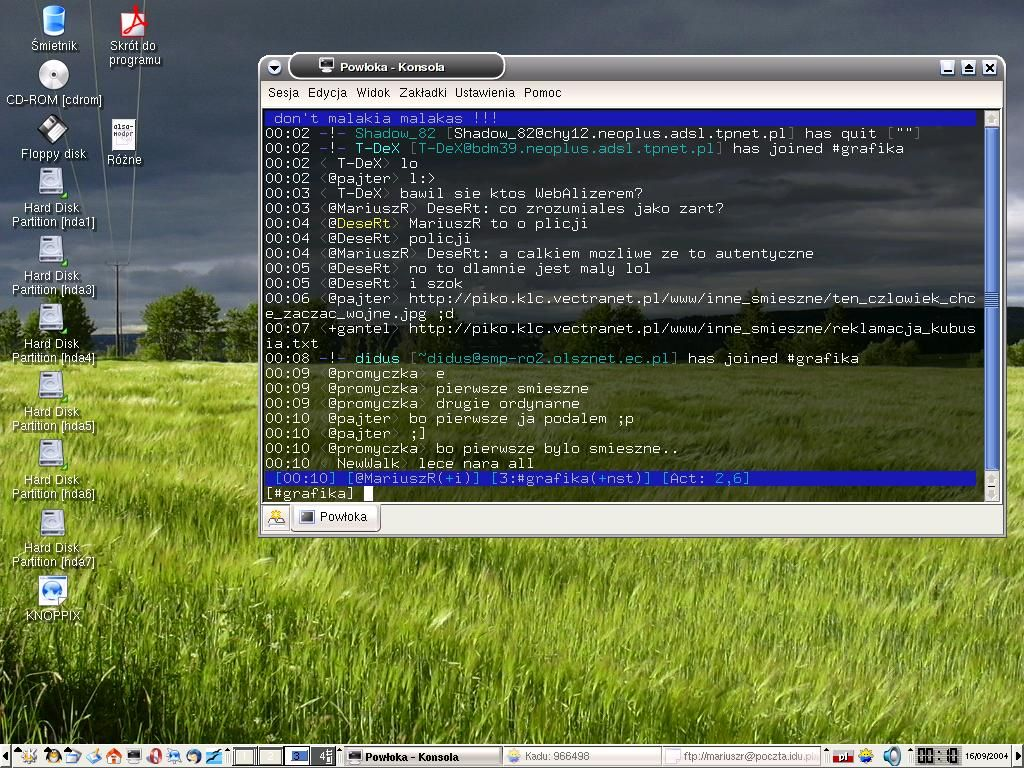
Zrzut z ekranu

Knoppix – dystrybucja Linuksa oparta na Debianie, możliwa do uruchomienia bezpośrednio z płyt CD (Live CD) lub DVD, a także pendrive’a lub karty pamięci SD, bez konieczności instalacji na dysku twardym. Jest ona rozwijana przez niemieckiego inżyniera Klausa Knoppera.
Wydania pojawiają się co roku. Pierwsze wydanie w roku jest zawsze na czas odbywających się targów CeBIT, jest to wydanie specjalne, tzw. Cebit Edition i ukazuje się na płycie DVD dołączonej do niemieckiego wydania czasopisma Linux Magazine.
Podczas pracy Knoppiksa tworzony jest wirtualny system plików w pamięci RAM, natomiast wszystkie partycje na dysku twardym montowane są tylko do odczytu, stąd też nie ma ryzyka przypadkowej utraty danych. Po uruchomieniu systemu można go zainstalować na dysku za pomocą prostego w obsłudze instalatora Knoppix-installer.
Jest wyposażony w oprogramowanie Wine i uruchamia aplikacje systemu Windows jako MS Windows 98.

## Opis
Obecnie istnieją wersje Knoppiksa mieszczące się na jednej płycie CD lub DVD.
Wersja Knoppiksa mieszcząca się na jednej płycie CD-ROM zawiera około 2 GB programów, na przykład LibreOffice, GIMP, Scribus, Iceweasel (Firefox), KMail, XMMS, xine, ponieważ cała jego zawartość została skompresowana.
Domyślnie Knoppix uruchamia się w wersji językowej angielskiej lub niemieckiej, w zależności, którą wersję obrazu ISO użyjemy do utworzenia płyty CD-ROM/DVD. Wersję obrazu można rozpoznać po nazwie. Znaki na końcu nazwy EN.iso oznaczają angielską, a DE.iso niemiecką wersję językową.
Aby uruchomić Knoppiksa w polskiej wersji językowej, należy na ekranie uruchamiania (boot), po słowie boot: napisać: knoppix lang=pl keyb=pl i nacisnąć klawisz enter.
Począwszy od wersji 7.4 nie ma wydań obrazów dla płyty CD-ROM.
Po uruchomieniu systemu z płyty tworzony jest wirtualny RAM-dysk, zajmujący prawie całą dostępną pamięć komputera, do którego podstawowa zawartość płyty zostaje załadowana metodą dekompresji w locie. Przy uruchamianiu dodatkowych programów ich kod również jest umieszczany metodą dekompresji w locie w pamięci RAM. Powoduje to pewne opóźnienia, ale i tak Knoppix działa dość szybko, nawet na przeciętnym sprzęcie (praktycznie wymagane jest 128 MB pamięci). Istnieją też miniaturowe dystrybucje pochodne (na przykład Puppy Linux), które w całości ładują się do pamięci RAM. Pozwala to na szczególnie szybką pracę, ponieważ nie muszą czekać na dekompresję dodatkowych danych. Knoppix bazuje na pakietach deb i jest wyposażony w menedżer pakietów APT.
Wersja Knoppiksa na płycie DVD (wprowadzona dopiero w Knoppiksie 4.0) zawiera około 9 GB aplikacji. Dodano w niej wygodniejszy od Kpackage menedżer pakietów Synaptic, KOffice, Chromium, Icedove (Thunderbird), LibreCAD, więcej oprogramowania multimedialnego i gier.
Domyślnym środowiskiem graficznym jest LXDE, ale w wersji DVD KNOPPIX’a, można uruchomić także KDE lub GNOME, poprzez wprowadzenie z klawiatury odpowiedniego parametru podczas startu (tzw. boot cheat code).
Aby przy każdym uruchamianiu Knoppiksa nie trzeba było go konfigurować, dołączony został program zapisujący konfigurację Knoppiksa na dysku twardym. W Knoppiksie można znaleźć również podobny program do tworzenia katalogu domowego na dysku. Obsługuje wiele języków (angielski, niemiecki, polski, francuski, rosyjski, japoński), ale nie jest w pełni spolszczony.
Na Knoppiksie bazuje wiele dystrybucji, m.in. Damn Small Linux, Puppy Linux, Gnoppix.
Knoppix jest często używany do demonstrowania możliwości Linuksa, testowania sprzętu lub jako narzędzie naprawcze.

## Instalacja
Instalator dystrybucji Knoppix jest napisany w Bashu. Pozwala na partycjonowanie dysku przy pomocy programu Qtparted, zapisanie konfiguracji, utworzenie dyskietki startowej i zainstalowanie Knoppiksa na dysku twardym. Instalacja Knoppiksa przy pomocy Knoppix-installer trwa bardzo krótko (5–20 minut, zależy od mocy komputera). Spolszczona wersja Knoppix-installera jest również używana w Linux-EduCD.

## Obsługa sprzętu
Knoppix posiada liczne skrypty konfigurujące modemy, karty dźwiękowe, połączenia ISDN oraz oprogramowanie do obsługi drukarek (CUPS) i skanerów. Obsługuje system plików UnionFS, dzięki czemu możliwa jest instalacja dodatkowego oprogramowania bez instalacji systemu na dysku. Domyślnie nie korzysta ze sterowników do kart NVIDIA i ATI dostarczanych przez producentów (tzw. zamknięte, niewolne sterowniki), dlatego aby pod Knoppiksem grać w gry 3D, trzeba samemu zainstalować sterowniki. Obecnie Knoppix zawiera otwarte sterowniki X.Org z wbudowanymi sterownikami do kart ATI.